# Zakia Zaki
Zakia Zaki, née vers 1962 et décédée 4 juin 2007, est une journaliste afghane pour la station "Radio afghane pour la paix" (Sada-i-Sulh) située au nord de Kaboul, en Afghanistan. Elle est la première journaliste afghane à dénoncer les talibans après que les forces américaines aient lancé la guerre en Afghanistan en 2001. Elle défend également d'autres causes comme l'égalité des sexes et les droits des femmes en Afghanistan. Son meurtre est considéré comme faisant partie d'une série d'attaques contre des femmes afghanes.

## Biographie

### Vie personnelle
Zakia Zaki est connue pour être indépendante et militante dans sa communauté. Alors qu'elle était la fondatrice de la station "Radio afghane pour la paix", la femme de 35 ans est également directrice d'une école locale. Elle et son mari Abdul Ahad Ranjabr ont six enfants, quatre fils et deux filles, deux de ses enfants sont présents au moment de son meurtre. La famille réside à environ 65 kilomètres au nord de Kaboul dans la province de Parwan,.

### Carrière
Zakia Zaki est la fondatrice et une journaliste active de la "Radio afghane pour la paix" (Sada-i-Sulh) à Jabal Saraj, dans la province de Parwan. La station est financée par les États-Unis et parle souvent de questions controversées telles que les droits des femmes et l'insurrection des talibans. Les États-Unis financent secrètement 6 heures de diffusion quotidienne de la station. La France paye la première année de production et 15 jours de formation radio pour Zakia Zaki. La radio est lancée en octobre 2001 après la chute des talibans,. Les chefs de guerre locaux et les conservateurs veulent fermer la station de radio et Zakia Zaki reçoit des menaces de mort dans les jours qui précédent son assassinat,. En plus d'être journaliste, elle est également enseignante et se présente aux élections législatives en 2005.

## Décès
Avant son assassinat, Zakia Zaki reçoit des menaces afin qu'elle ferme sa station de radio,. Le 4 juin 2007, vers minuit, trois hommes armés d'armes de poing et de fusils entrent dans la maison familiale de Zakia Zaki et lui tirent 7 balles dans la tête et la poitrine pendant qu'elle dort, puis s'enfuient. Deux de ses six enfants se trouvent dans la pièce mais ne sont pas blessés.
Deux proches sont accusés par le père de la journaliste. Les deux hommes sont arrêtés mais ne sont pas inculpés du crime. Deux autres hommes soupçonnés de faire partie du groupe Hezbi Islami (également appelé Hezb-e Islami) sont arrêtés mais ne sont pas inculpés. Les trois hommes armés impliqués dans le meurtre de Zakia Zaki ne sont pas identifiés.
Son meurtre est qualifié "d'attentat terroriste" par le Premier ministre afghan,. Abdul Manan Farahi, directeur des opérations antiterroristes en Afghanistan, déclare que les suspects arrêtés dans l'affaire Zaki sont liés au Hezb-e Islami.

### Contexte
Zakia Zaki est l'une des rares femmes journalistes à s'exprimer pendant le règne des talibans.
Shakaiba Sanga Amaj est une autre femme journaliste à Kaboul, elle est tuée seulement six jours avant Zakia Zakis, le 1er juin 2007.
La vie des femmes en Afghanistan s'améliore légèrement après la chute des talibans en 2001, mais beaucoup rejettent encore l'idée que les femmes soient aux yeux du public.

### Impact
De nombreux responsables pensent que les femmes journalistes sont ciblées afin que les groupes de guérilla de la région puissent attirer l'attention des médias et faire part de leurs menaces au public. L'un des groupes prédominants dans l'affaire Zaki est le Hezb-e Islami, qui est le groupe de guérilla dirigé par le seigneur de guerre Gulbuddin Hekmatyar. Le film "Si je me lève", coproduit par l'UNESCO, inclut un portrait de Zakia Zaki dans le documentaire. De nombreux médias et stations de radio indépendants et privés voient le jour après la chute des talibans, et malgré les réactions négatives contre les femmes journalistes, la croissance de ces entreprises se poursuit. Bien que la station "Radio afghane pour la paix" n'ait plus jamais été la même après le meurtre de Zaki, quelques autres stations dirigées par des femmes sont créées pour la remplacer. L'organisation canadienne, IMPACs, est responsable de soutenir et d'établir ces stations dans les régions rurales de l'Afghanistan.

### Réactions
Kōichirō Matsuura, directeur général de l'UNESCO, déclare: "Ces crimes sont d'autant plus choquants qu'ils portent atteinte non seulement au droit humain fondamental de la liberté d'expression, mais aussi au droit des femmes d'exercer une profession vitale pour la reconstruction de Afghanistan",.
Son meurtre est condamné par la première dame américaine Laura Bush.
Selon un communiqué de Reporters sans frontières: "que cet acte sauvage soit lié à son travail de journaliste ou à ses responsabilités civiques, il est vital que les responsables de ce meurtre soient rapidement identifiés et punis".